# Ansitz Fioreschy

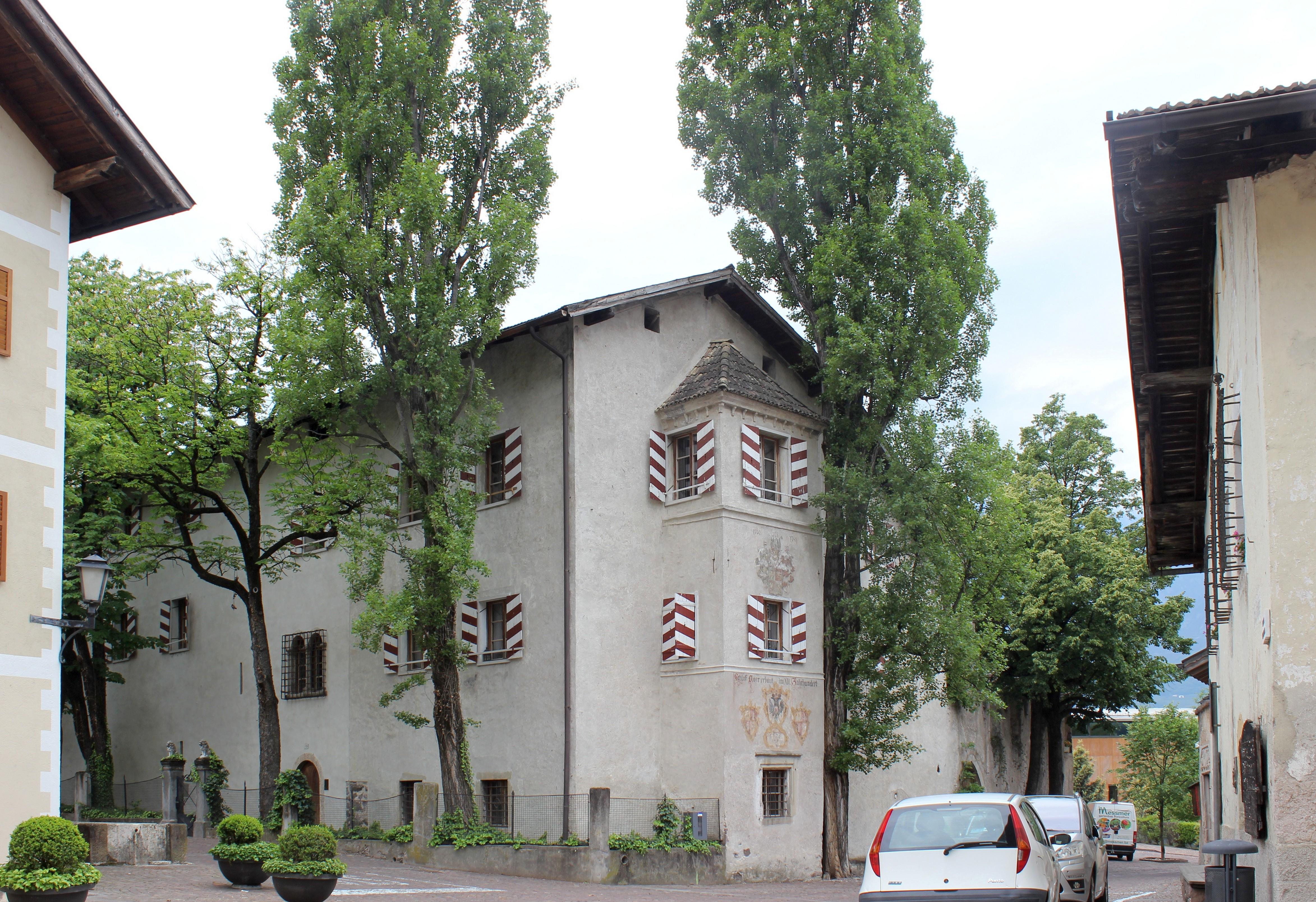
Ansitz Fioreschy bzw. Schloss Auer (2017)

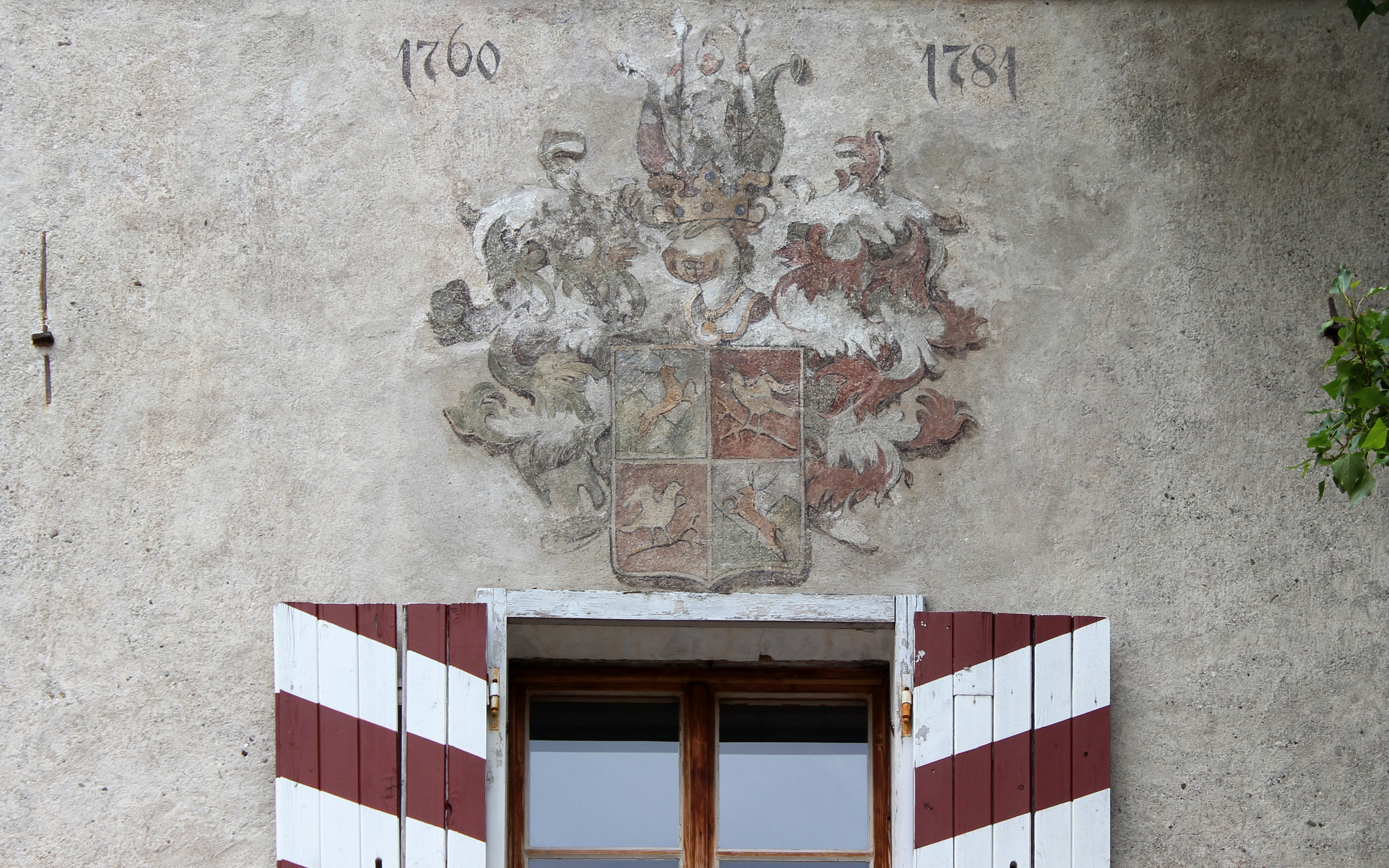
Wappen an der Fassade

Der Ansitz Fioreschy (auch Schloss Auer genannt) ist eine zu einem Ansitz umgebaute mittelalterliche Dorfburg in Auer (Südtirol). Er steht seit 1951 unter Denkmalschutz und ist nicht öffentlich zugänglich.

## Architektur
Der Ansitz umfasst einen rückwärts ausschließenden Turm mit eingewölbtem Verließ. An der Außenseite besteht ein dreigeschossiger Erker. 
Das Bauwerk ist etwa durch Wappenfresken und Stuckdecken verziert. Letztere zeigen das Auge der Vorsehung mit Strahlenkranz.
Weitere architektonische Besonderheiten sind eine steingerahmte Rundbogentür, Biforienfenster mit Seitensitzen, Tonnen in der Küche und Speis und ein quadergerahmtes Spitzbogenportal.

## Geschichte
In der Umwallung des Ansitzes befindet sich ein umfangreicher Garten. Der frühe Haupttrakt, ein einfacher Wohnbau, wurde später gänzlich umgestaltet und erhielt seine heutige Form um das Jahr 1600. Während der Renaissance wurde dem östlichen Teil des Stalles ein großer Anbau beigefügt. Seit dem 18. Jahrhundert befindet sich der Edelsitz im Besitz der Herren von Fioreschy.
Die Wappenfresken wurden 1776 renoviert.
Das Turmverließ liegt heute zum Teil in der Erde und wird als Weinkeller genutzt.

## Denkmalschutz
Zum Ansitz Fioreschy gehören die Bauparzellen 60/1, 60/2 und 986 in der Gemeinde Auer. Die Unterschutzstellung fand am 13. Jänner 1951 statt.